# Alpenverein Touristenklub Linz
Der Alpenverein Touristenklub Linz ist eine Sektion des Österreichischen Alpenvereins. Er wurde im Jahr 1884 gegründet und ist aktuell einer der größeren Sportvereine in Österreich.

## Hütten
- Dümlerhütte
- Prielschutzhaus

### Ehemalige Hütte
- Sturzhahnhütte

## Klettersteige
- Priel-Klettersteig[2]

## Kletteranlage
Die Kletterhalle Gramastetten wird vom Verein betrieben.